# ホタ・アラゴネーサによる華麗な奇想曲

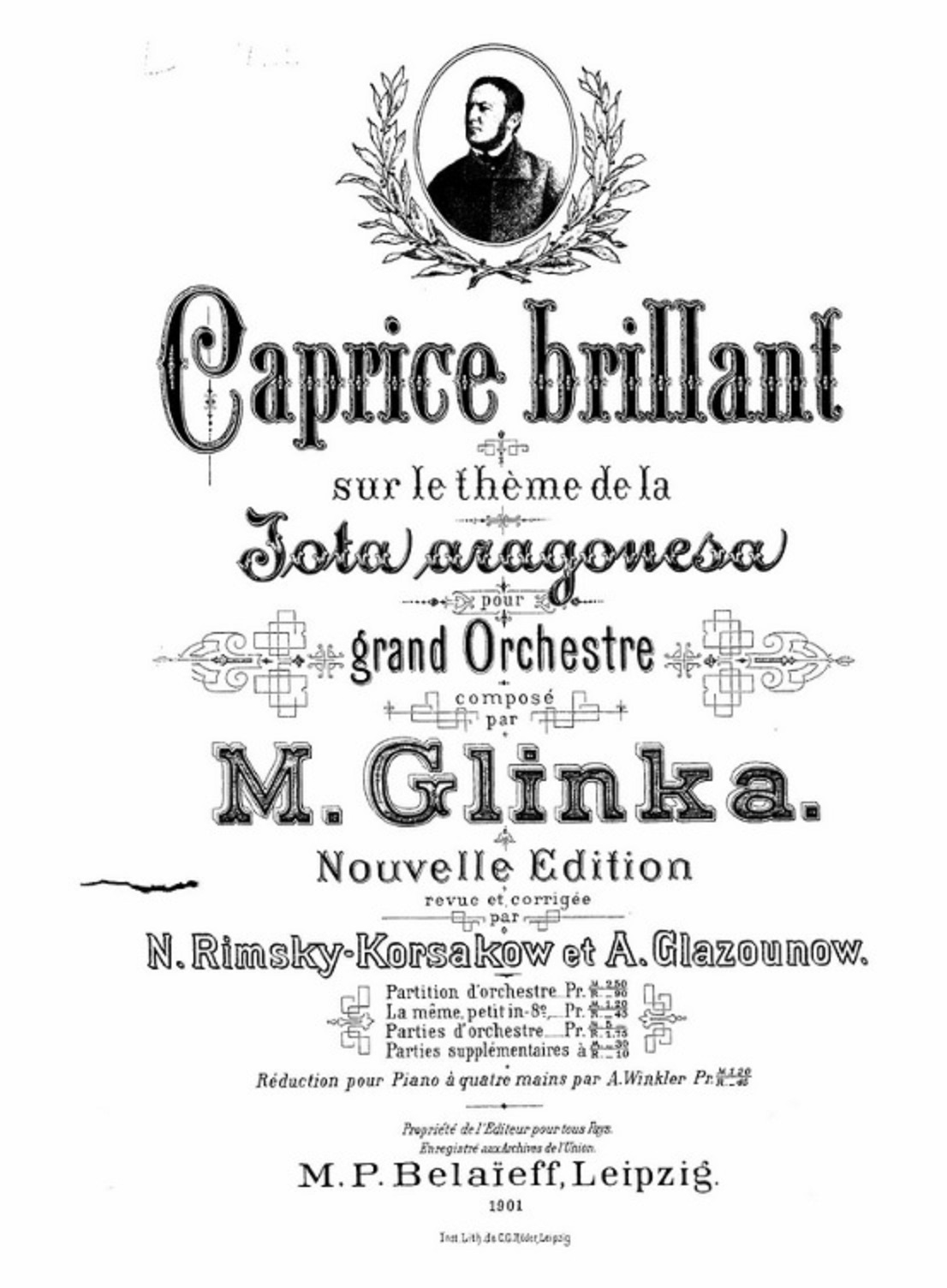
ニコライ・リムスキー＝コルサコフとアレクサンドル・グラズノフによる校訂版の楽譜表紙（1901年）

『ホタ・アラゴネーサによる華麗な奇想曲』（ホタ・アラゴネーサによるかれいなきそうきょく、フランス語: Caprice brillant sur le thème de la Jota aragonesa、ロシア語: Блестящее каприччио на тему арагонской хоты）は、ミハイル・グリンカが1845年に作曲した管弦楽曲。スペインのアラゴン地方のホタを主題に使用している。スペイン序曲第1番『ホタ・アラゴネーサ』(Испанская увертюра № 1 «Арагонская Хота»)の題でも知られる。
演奏時間は約9分。

## 作曲の経緯
1842年の『ルスランとリュドミラ』が不評に終わり、また妻との離婚訴訟が難航したこともあり、嫌気が指したグリンカは1844年にパリに出た。ここでグリンカはベルリオーズと知りあい、ベルリオーズはグリンカの曲を高く評価して自らの演奏会で取りあげた。グリンカの側でもベルリオーズから影響を受け、『ハンガリー行進曲』や『ローマの謝肉祭』の例をもとに、自分でも民族的な特徴を持った管弦楽作品を書こうとした。
1845年にグリンカはスペインを旅行し、主にマドリードに住んだ。バリャドリッドを訪問したときに聞いたギター演奏によるホタをもとに、マドリードに戻ってから作曲された。
グリンカは1847年にいったんロシアに帰国するが、翌1848年にワルシャワ総督イヴァン・パスケヴィチ公爵のもとに滞在した。『ホタ・アラゴネーサによる華麗な奇想曲』はここで公爵の楽団によって演奏されたと考えられている。
その後グリンカは曲に改訂をほどこした。改訂版は1850年3月15日にサンクト・ペテルブルグのフィルハーモニー協会の慈善演奏会でカール・アルブレヒトの指揮により『カマリンスカヤ』とともに初演された。
グリンカはワルシャワ滞在中の1848年にスペイン音楽を題材にしたもう1つの管弦楽曲『カスティーリャの思い出』を作曲していたが、1851年にこの曲を改訂した時にスペイン序曲第2番『マドリードの夏の夜の思い出』と改題し、『ホタ・アラゴネーサによる華麗な奇想曲』はそれに合わせてスペイン序曲第1番『ホタ・アラゴネーサ』になった。
グリンカ没後の1858年ごろ、妹のリュドミラ・シェスタコヴァによって編集されてフランツ・リストへの献辞を加えたスコアがライプツィヒのC.F.W. Siegel社から出版された。
同じ旋律はリストのピアノ曲『スペインの歌による演奏会用大幻想曲』（1845年）および『スペイン狂詩曲』（1858年）、ゴットシャルクのピアノ曲『ホタ・アラゴネーサ』（1852年）、サン＝サーンスの管弦楽曲『ホタ・アラゴネーサ』作品64（1880年）など多くの作曲家が使用しているが、グリンカの曲はその中でも年代の早いものの一つである。

## 楽器編成
- フルート2、オーボエ2、クラリネット2、ファゴット2、ホルン4、トランペット2、トロンボーン3、オフィクレイド（またはチューバ）、ティンパニ、カスタネット、シンバル、バスドラム、ハープ、弦5部。

当時のロシアの管弦楽編成としては大きく、4本のホルン、オフィクレイド、ハープなどの楽器を使用しているのはベルリオーズからの影響と考えられる。ハープと弦楽器のピッツィカートによってギターを模倣している。

## 曲の構成
序奏とコーダを持つソナタ形式で書かれている。
- 序奏部分はグラーヴェ、変ホ長調、4⁄4拍子で、金管楽器によるファンファーレにはじまる[6]。
- 主部（ホタ・アラゴネーサ）はアレグロ3⁄4拍子で唐突に始まる。2つの旋律が交代に出現するが、最初は主旋律がヴァイオリン独奏とハープにより、ついで第2旋律が木管楽器によって演奏される。主旋律が3回めに登場した後に展開部にはいり、序奏のファンファーレが主旋律に組みこまれる[6]。第2旋律がくり返されてもり上がった後再現部にはいり、全奏によって華やかに終わる。

## 編曲・使用
バラキレフは1862年にグリンカの『ホタ・アラゴネーサ』をピアノ用に編曲している。独奏版と連弾版がある。
1916年1月29日にサンクト・ペテルブルグでミハイル・フォーキンの振付による『ホタ・アラゴネーサ』のバレエが上演された:55-56。